# Kanteletar
El Kanteletar és una col·lecció de poesia folklòrica finesa compilada per Elias Lönnrot. És considerat una col·lecció germana del poema èpic finès Kalevala. Els poemes del Kanteletar estan basats en el tetràmetre trocaic, generalment anomenats "mètrica del Kalevala".
El nom consta de la paraula de base kantele (un instrument finès semblant a la cítara) i el morfema femení -tar i pot ser aproximadament interpretat com "deessa del kantele" o "filla de la cítara", una classe de musa.

## Història
El Kanteletar va ser publicat en 1840 sota el nom Kanteletar taikka Suomen Kansan Wanhoja Lauluja ja Wirsiä (" Kanteletar o Velles Cançons i Himnes del Poble Finès "). Lönnrot va començar la col·lecció en els seus viatges el 1838 després de conèixer el cantant de runs Mateli Kuivalatar als bancs del llac Koitere. Els poemes cantats per Kuivalatar van ser registrats a les notes de Lönnrot.
El Kanteletar consta de tres llibres. El primer llibre inclou 238 poemes que Lönnrot va nomenar Yhteisiä Lauluja o "Cançons Comunes". Aquestes cançons estan dividides en quatre seccions: temes comuns, per a casaments, per a pastors, i per a nens. El segon llibre conté 354 poemes i va ser anomenat Erityisiä Lauluja o "Cançons Especials". Aquestes cançons estan dividides en cançons per a noies, per a dones, per a nois i per a homes. Hi ha 60 poemes històrics, romanços, llegendes, balades i poemes èpics al tercer llibre, el qual es diu Virsi-Lauluja o "Himnes". Hi ha 24 poemes nous al prefaci.
A la tercera edició del Kanteletar de Lönnrot del 1887 el tercer llibre estava revisat, i llavors contenia 137 poemes. Les edicions més tardanes van adherir-se a la impressió original amb l'excepció de 10 poemes els quals van ser presos del tercer llibre com un apèndix.
La poesia de Kanteletar ve, majoritàriament, de la Carèlia finesa. Els poemes del començament del llibre vénen de les notes que Lönnrot va prendre dels seus viatges per Lieksa, Ilomantsi, Kitee, Tohmajärvi, Sortavala, Jaakkima i Kurkijoki. Els poemes del tercer llibre generalment van ser recollits a Rússia i Carèlia.

## Recepció

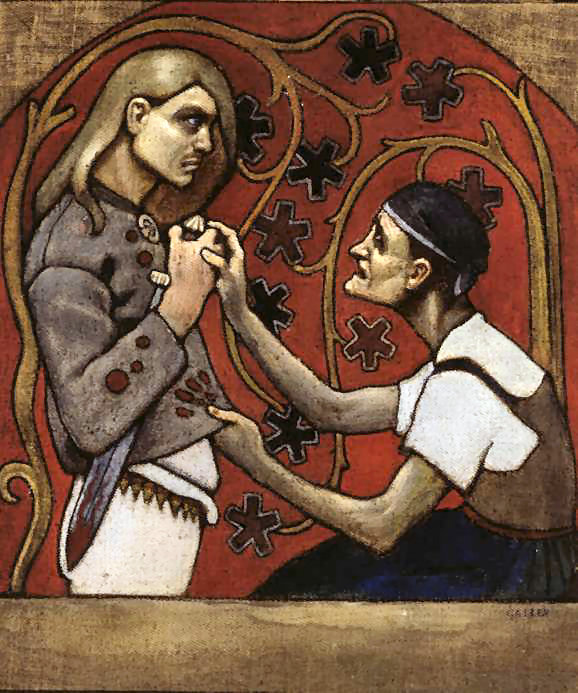
Akseli Gallen-Kallela: El Fratricidi, 1897

El Kanteletar i el Kalevala han estat utilitzat generalment com a font d'inspiració en les arts. Van ser utilitzats com a font per a les lletres de les cançons populars finlandeses a més de per a la poesia popular. Els poemes amb la mètrica del Kalevala originalment havien estat poesia cantada.

### Música
- Mari Kaasinen va explicar que el Kanteletar i el Kalevala han estat utilitzats com a font d'inspiració per a la música de Värttinä.[2]

Per exemple, les lletres a la cançó Niin mie mieltynen (The Beloved, Music: P. Lehti – Words: S. Reiman, trad.)
Onpa tietty tietyssäni, mesimarja mielessäni. Lempilintu liitossani, soriainen suojassani.
està presa directament del 31è poema del segon llibre. El nom del poema és Onpa tietty tietyssäni (Estic pensant en algú en particular) i ha estat traduït com:
La seva imatge està enganxada a la meva ment, el meu estimat a la meva memòria.

El meu petit ocell vola juntament amb mi, el meu estimat, sota la meva ala.
- Akseli Törnudd (1874–1923) va escriure unes vint cançons basades en els poemes del Kanteletar, la història més popular potser és l'humorística sobre un gat de Viipuri Tuomittu katti ("El Gat Condemnat").
- El cor masculí Viipurin Lauluveikot, dirigit per Urpo Rauhala, va treure la cançó per a l'àlbum Yhä kohoaa tuttu torni i altres cançons van estar gravades per a la seva col·lecció Te luulette meidän unohtaneen en 2005.
- El grup de música a cappella Rajaton va gravar diverses cançons amb lletres preses del Kanteletar .
- El Kanteletar ha estat una font d'inspiració per a les lletres dels treballs corals de Toivo Kuula, Jean Sibelius i Selim Palmgren .
- El 1996, la banda de metall finlandesa Amorphis va publicar el seu tercer àlbum Elegy basat al voltant de les històries i poemes del Kanteletar.

### Art visual
- A més de les seves pintures inspirades en Kalevala, Akseli Gallen-Kallela va produir pintures basades en el Kanteletar a la fi del segle xix.

### Literatura en línia
- El Projecte Gutenberg va afegir el Kanteletar a la seva col·lecció de llibres digitals.